# Kati Grasse

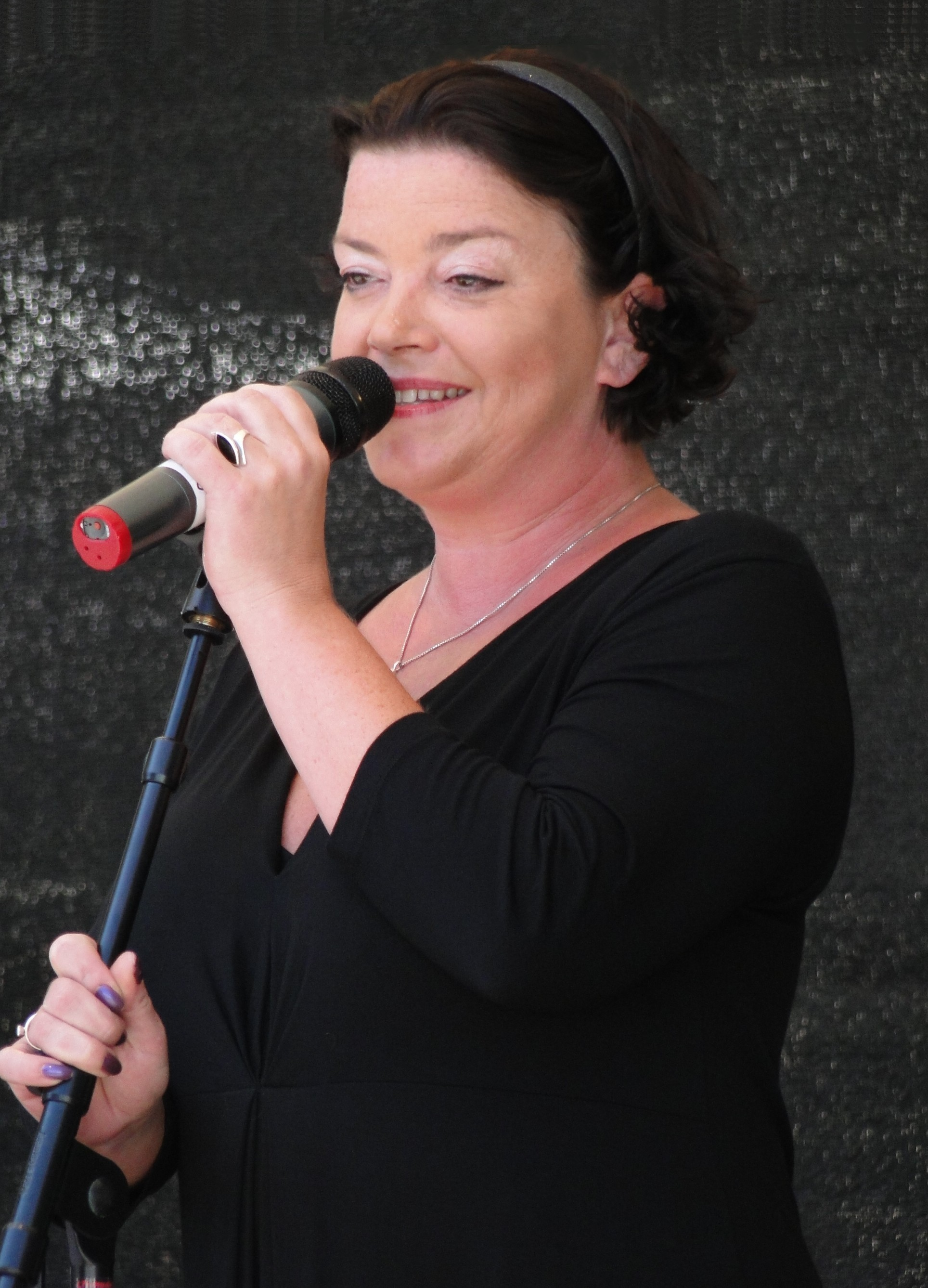
Kati Grasse 2012

Kati Grasse (* 1969 in Frankfurt (Oder)) ist eine deutsche Schauspielerin und Sängerin.

## Leben
Kati Grasse absolvierte von 1987 bis 1991 ein Schauspielstudium an der Theaterhochschule „Hans Otto“ in Leipzig. Nach ihrem Studium war sie von 1991 bis 2002 am Theater Junge Generation in Dresden engagiert, wo sie unter anderem im Stück West Side Story unter der Regie von Janos Mrsan die Hauptrolle der Maria übernahm. In dem Spielfilm Karl May des Regisseurs Klaus Überall aus dem Jahr 1992 spielte sie neben Henry Hübchen die Rolle der „Christiane May“.
Grasse arbeitet seit 2002 freischaffend als Theaterschauspielerin an der Komödie Dresden und im Theater Wechselbad. Unter der Regie von Peter Kube trat sie in der Komödie zum Beispiel als Sugar in dem Stück Manche mögen’s heiß auf. Als Sängerin interpretiert Grasse unter anderem Chansons von Edith Piaf und Lieder von Hildegard Knef. 
Kati Grasse lebt in Dresden und Berlin und hat eine Tochter.

## Filmografie (Auswahl)
- 1988: Der Staatsanwalt hat das Wort: Das Wunschkind, Regie: Thomas Jacob (TV-Reihe)
- 1990: Polizeiruf 110: Tödliche Träume (TV-Reihe)
- 1990: Polizeiruf 110: Das Duell (TV-Reihe)
- 1992: Karl May
- 1998: Der Wunderbaum (TV)
- 1998–1999: Die vergessene Melodie (TV)
- 2003: Wer küsst schon einen Leguan?, Regie: Karola Hattop (TV)
- 2007: Chewin’ the fat, Regie: Patrick Schlosser (TV)
- 2007: Ossi’s Eleven, Regie: Oliver Mielke
- 2008: Aljona und die Baba Jaga, Regie: Katja Gawrilow (Kurzfilm)
- 2009: Geschichte Mitteldeutschlands, Regie: Dirk Otto (TV)